# آلتنبورگ

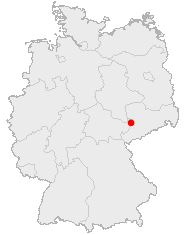
محل شهر آلتنبورگ آلمان

آلتنبورگ (Altenburg) شهری است در ایالت تورینگن آلمان. این شهر در ۴۵ کیلومتری جنوب لایپزیگ واقع شده است.

## تاریخچه
این شهر نخستین بار در قباله‌ای از اسقف زایتز در سال ۹۷۶ ذکر شده است. بازمانده‌های یک دژ اسلاوی بر فراز کوه اشلوس‌برگ (Schloßberg) نشان می‌دهد که بنیاد این شهر را احتمالاً اسلاوها گذاشته‌اند. (اشلوس‌برگ در آلمانی به معنای کوه قلعه است).
محل این شهر در راه شاهی میان هاله و شب (Cheb) در بوهم باعث رونق اقتصادی در این شهر بویژه در زمینه بازرگانی نمک شد.